# Cristián de la Fuente
Cristián de la Fuente Sabarots (Santiago, 10 maart 1974) is een Chileens acteur en presentator. Hij is vooral bekend door zijn rol Raphael Ramirez in de televisieserie In Plain Sight, en door zijn terugkerende rol Sam Belmontes in de televisieserie CSI: Miami.
- Biblioteca Nacional de España: XX1667437
- Bibliothèque nationale de France: cb145083846 (data)
- Gemeinsame Normdatei: 1249628644
- International Standard Name Identifier: 0000 0001 1458 2644
- Library of Congress Control Number: no2001087556
- Virtual International Authority File: 164096604
- WorldCat: E39PBJf8pBbYBR7RQwDVXjBwYP